# 日本旅遊業

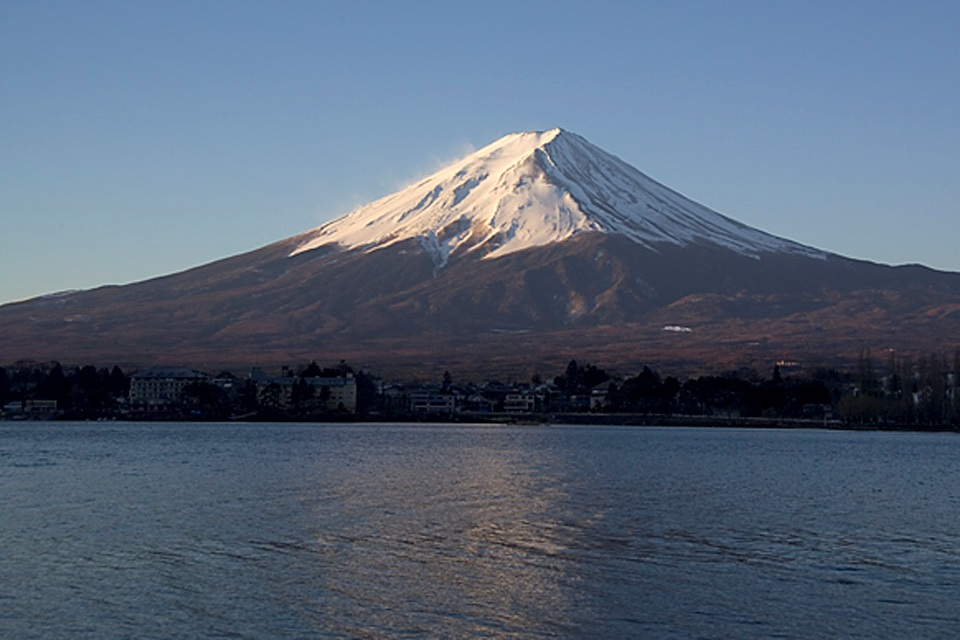
富士山

日本旅遊業是日本經濟的主要產業。2019年有超过3000万人次外国游客到访日本。日本政府寄望於2020年東京奧運時觀光人數能突破4000萬。2017年世界經濟論壇的國際觀光競爭力報告中日本排名全球第四，相較於2015年的第九或2011年的第二十二名而言已大幅成長。日本境內共有25項世界遺產，包含姬路城以及古京都遺址。其中以京都來說，2015年便有5684萬日本國內外旅客造訪，連續兩年蟬聯美國旅遊雜誌《漫旅Travel+Leisure》評選的最具人氣旅遊城市榜首。除此之外，外國觀光客亦時常造訪東京、大阪、京都、奈良、富士山、沖繩、北海道等地，並且透過日本的交通網絡造訪各溫泉區。由于日本拥有良好的基础设施及干净整洁安全的环境，优质的服务，被誉为是旅行体验和观光客印象较好的国家。

## 歷史

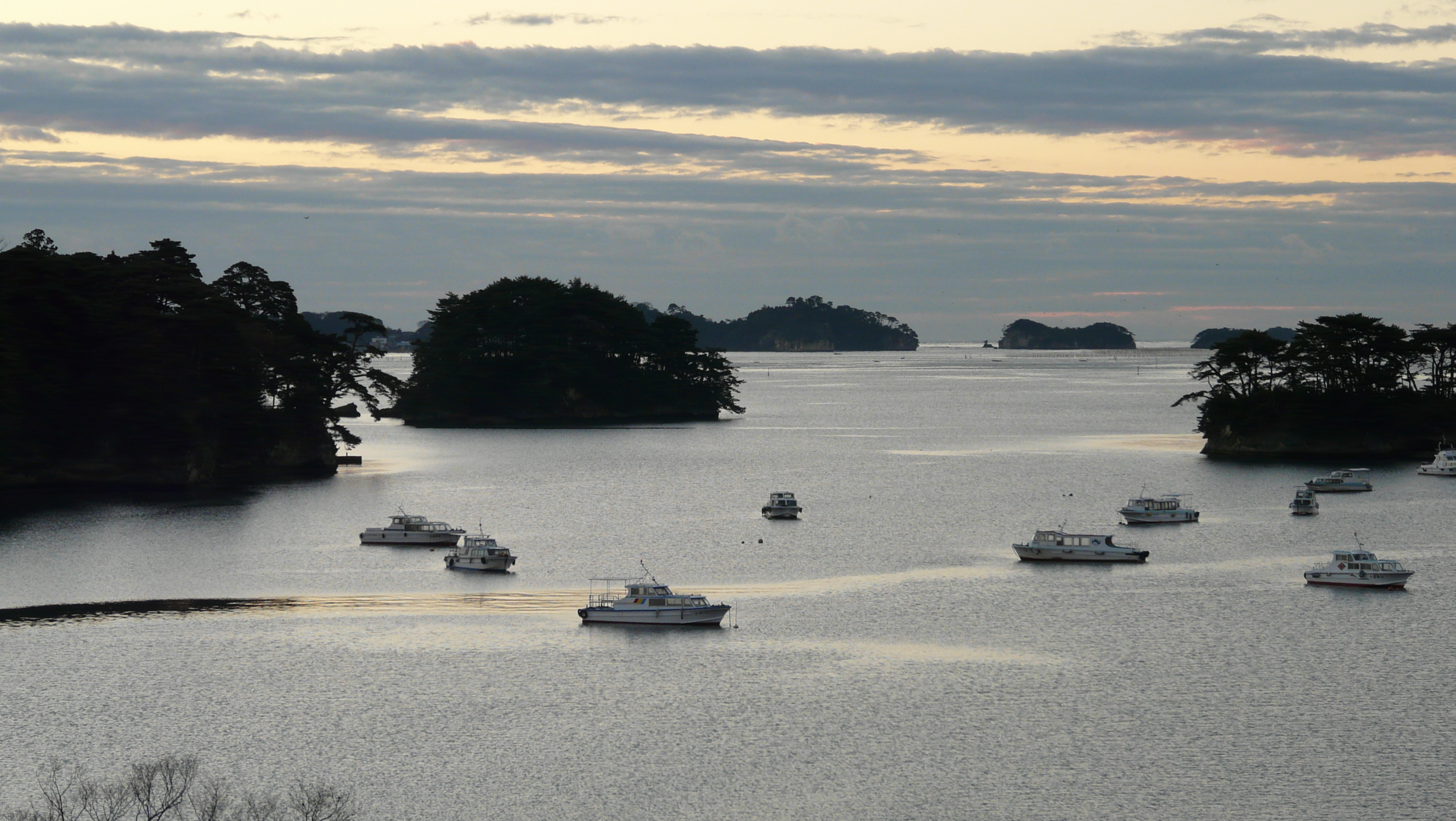
松島

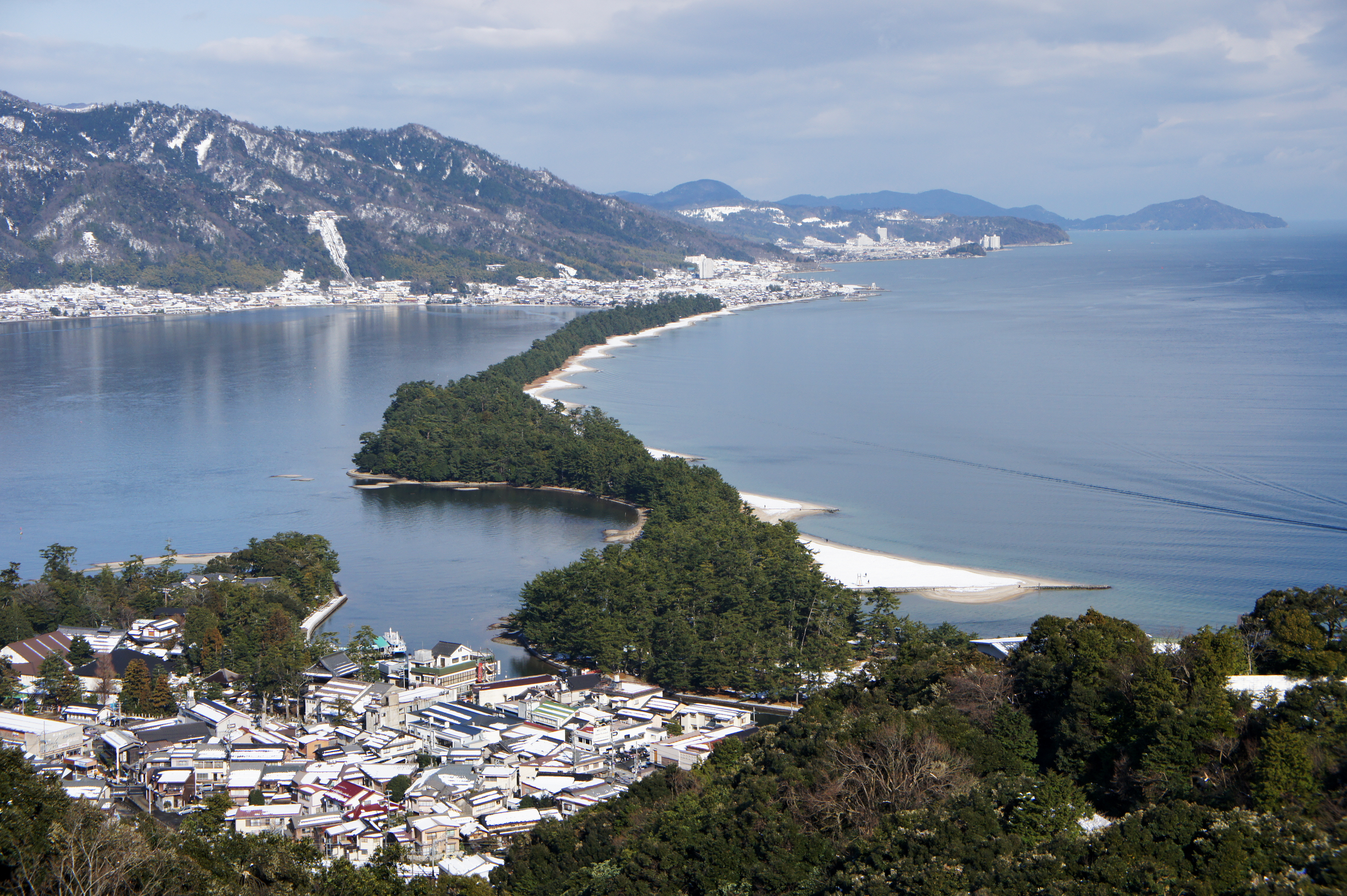
天橋立

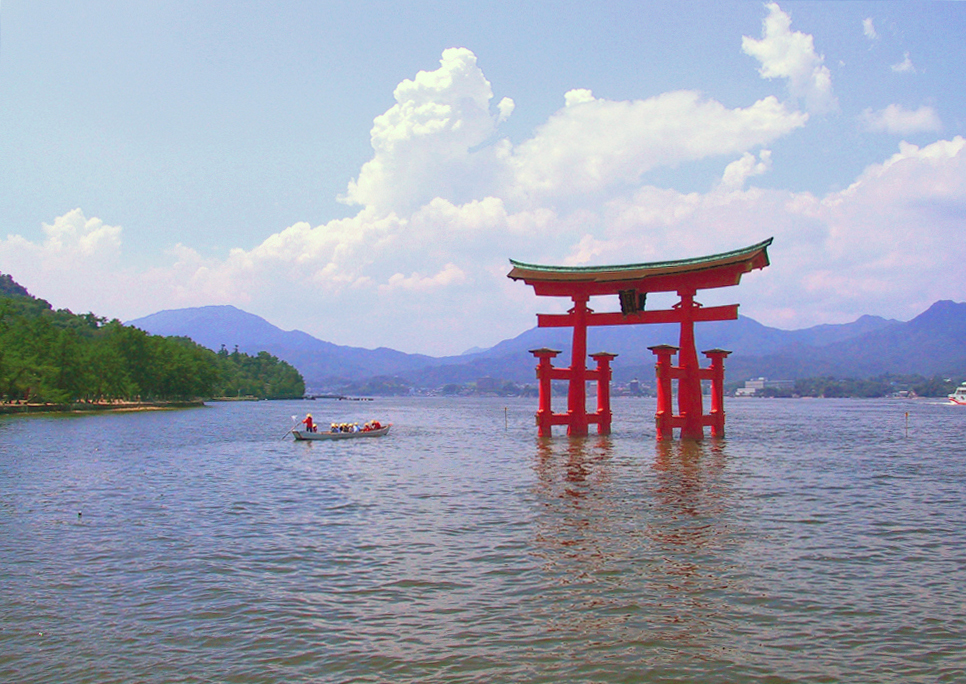
嚴島

日本最初的旅行者礙於文物不齊全已不可考，不過擁有最早記載的日本遊記出自於松尾芭蕉之手，其於1689年造訪日本北方，時於林羅山於1643年提出日本三景（松島、天橋立、嚴島）後不久。在江戶時代到明治維新兩世紀年間，日本各地設置宿場因應日本國內旅行觀光的興起。宿場的功用近乎等同於現今的旅館，提供旅客食宿以及馬匹照護的環境。由於此時日本仍為鎖國時期，因此旅客絕大多數為國內旅行者，近乎無外國旅行者。
日美神奈川條約簽訂後，日本對外開放以及實行明治維新。此時隨著日本鐵道工業發展，日本國內旅遊的旅費以及難易度大幅下降，因此造就國內旅遊觀光風潮以及外國觀光客市場的開啟。1887年在首相伊藤博文的指示下成立「貴賓會」，其主要功能為提供外國觀光旅行者完善的旅遊食宿協助。日本在澀澤榮一等人資本主義化的推行下，旅遊觀光業相較以前略為發達。1907年日本觀光業邁入新的里程碑，也就是帝國議會通過設立旅館飯店法規以及鐵道省的設立。

## 現今

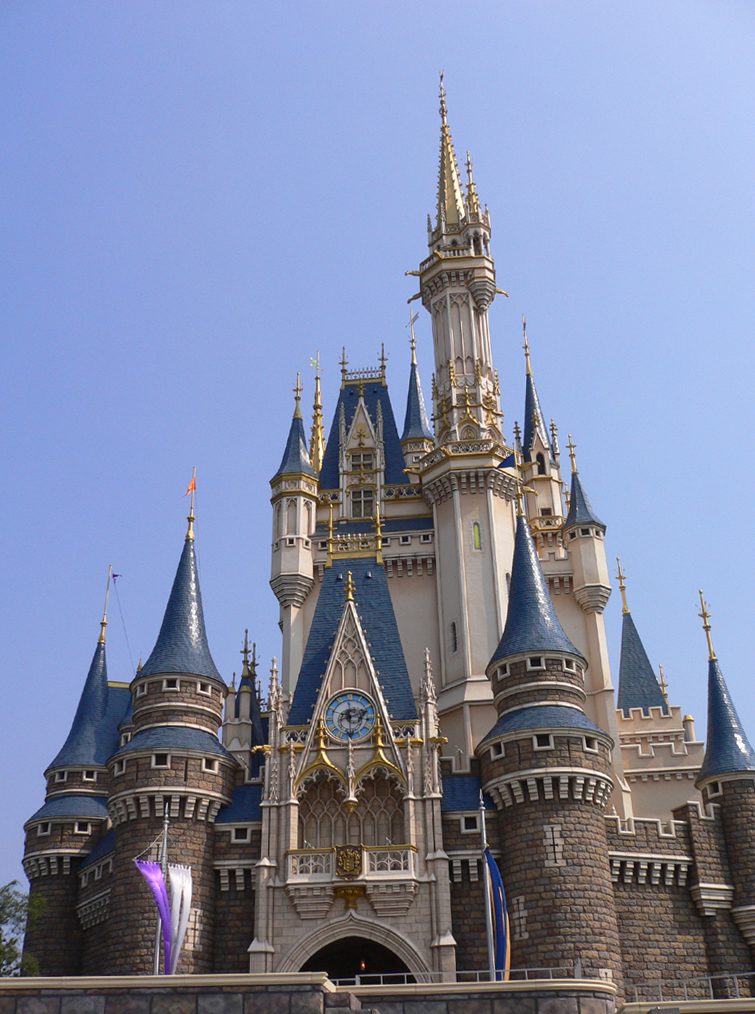
東京迪士尼樂園

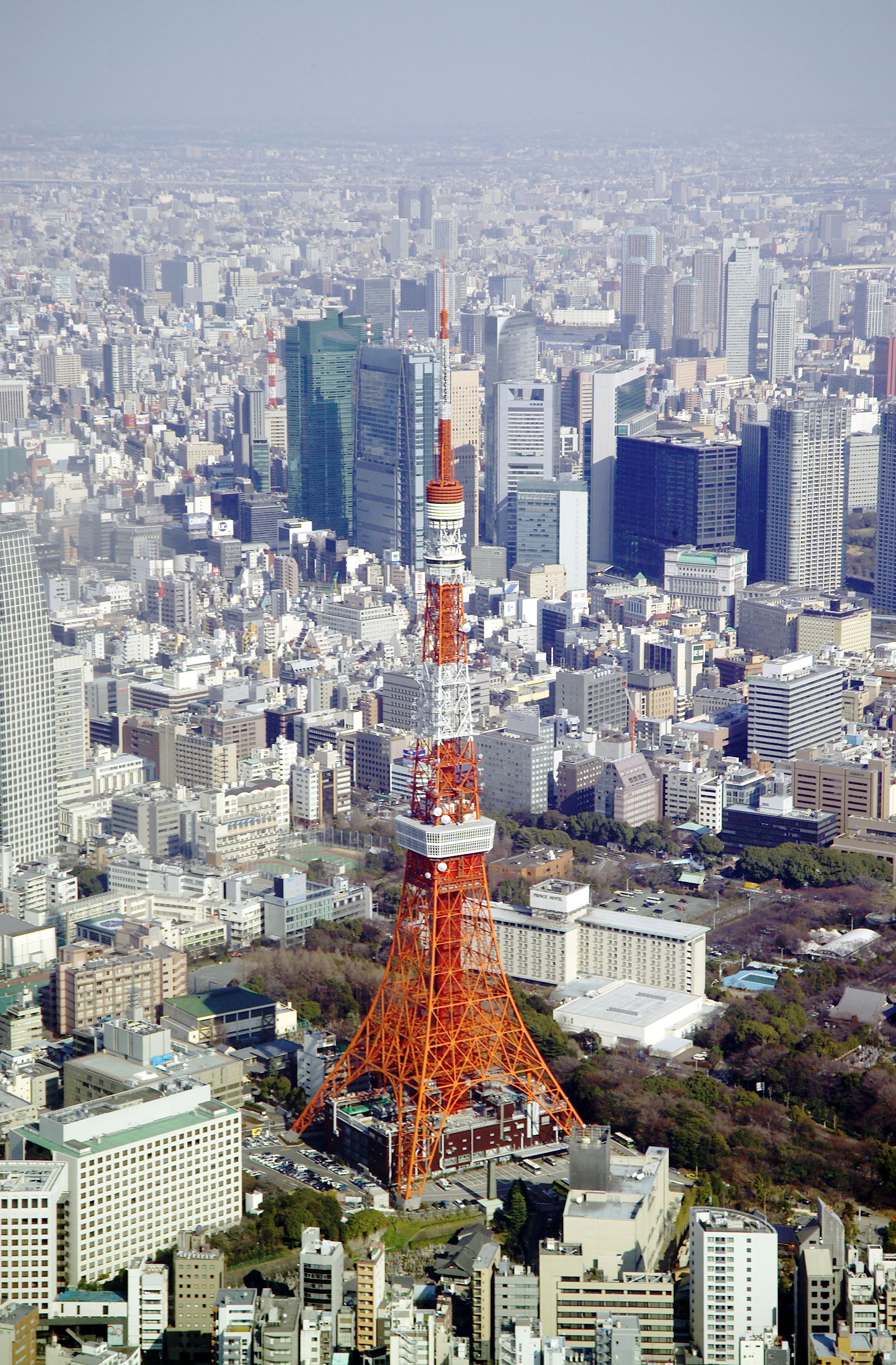
東京鐵塔

國內旅遊為日本經濟發展以及文化傳承不可或缺的一部分。日本諸多學童會在小學時造訪東京迪士尼樂園以及東京鐵塔等馳名地標，在中學時會前往北海道、沖繩等地旅遊。發達的鐵路交通以及綿密的國內線航班在日本達成觀光旅遊時的時空收斂。2007年時日本國內旅遊人入排名全球第28位，並且在2009年由讀賣新聞出版刊物列出平成百景再提升國內觀光意願度。2019年，日本國內遊目的地第一位是北海道，其次是沖繩，東京包括東京迪士尼樂園為第三。
夏威夷是日本遊客最常去的海外地區，1997年創立歷史峰值221萬人次，此後保持在每年150萬人次。台灣為日本旅客第二人氣海外旅遊目的地，在2018年曾超越夏威夷成為第一。
鄰國觀光客前往日本旅遊一是日本觀光產業重要的收入來源，2014年臺灣取代長久位居第一的南韓，成為訪日外國觀光客最大來源國。除此之外中國經濟高速發展以及東南亞國協國家崛起，訪日的旅客人數亦在成長中，截止2019年，中国目前成为访日观光人口最多的国家，韩国第二，台湾第三。

## 外國觀光來源統計

### 2017年[6]
| 排名 | 国家/地区  | 人數       | 成長率 |
| ---- | ---------- | ---------- | ------ |
| 1    | 中國大陸   | 7,355,800  | 15.4%  |
| 2    |            | 7,140,200  | 40.3%  |
| 3    | 臺灣       | 4,564,100  | 9.5%   |
| 4    | 香港       | 2,231,500  | 21.3%  |
| 5    | 美国       | 1,375,000  | 10.6%  |
| 6    | 泰國       | 987,100    | 9.5%   |
| 7    |            | 495,100    | 11.2%  |
| 8    | 马来西亚   | 439,500    | 11.5%  |
| 9    | 菲律賓     | 424,200    | 21.9%  |
| 10   | 新加坡     | 404,100    | 11.7%  |
|      | 外國人合計 | 28,690,900 | 19.3%  |

### 2013年[7]
| 排名 | 国家/地区  | 人數       | 成長率 |
| ---- | ---------- | ---------- | ------ |
| 1    |            | 2,456,165  | 20.2%  |
| 2    | 臺灣       | 2,210,821  | 50.8%  |
| 3    | 中国大陆   | 1,314,437  | -7.8%  |
| 4    | 美国       | 799,280    | 11.5%  |
| 5    | 香港       | 745,881    | 54.8%  |
| 6    | 泰國       | 453,642    | 74.0%  |
| 7    |            | 244,569    | 18.5%  |
| 8    | 英国       | 191,798    | 10.2%  |
| 9    | 新加坡     | 189,280    | 33.1%  |
| 10   | 马来西亚   | 176,521    | 35.6%  |
|      | 外國人合計 | 10,363,904 | 24.0%  |